# Karisaari (ö i Lappland, Östra Lappland)
Karisaari är en ö i Finland. Den ligger i sjön Kemi träsk och i kommunen Kemijärvi i den ekonomiska regionen  Östra Lapplands ekonomiska region  och landskapet Lappland, i den norra delen av landet, 700 km norr om huvudstaden Helsingfors. Öns area är omkring 630 kvadratmeter och dess största längd är 60 meter i öst-västlig riktning.